# The Texas Chain Saw Massacre
The Texas Chain Saw Massacre (titulada La matanza de Texas en España, La masacre de Texas en Hispanoamérica, Masacre en Texas en Colombia y Venezuela, y El loco de la motosierra en Argentina y Chile) es una película de terror independiente de 1974, producida, escrita y dirigida por Tobe Hooper. Su reparto lo conforma Marilyn Burns, Gunnar Hansen, Edwin Neal, Allen Danziger, Paul A. Partain, Jim Siedow y Teri McMinn. La historia muestra a dos hermanos que viajan junto con sus amigos a Texas con el objetivo de revisar la tumba de uno de sus familiares, la cual, según informes de la radio, había sido profanada. Sin embargo, en el trayecto son atacados por una familia de caníbales. La película fue comercializada como basada en hechos reales para atraer a una audiencia más amplia y actuar como un sutil comentario en la escena política de ese momento; no obstante, aunque el personaje de Leatherface y algunos detalles menores de la historia están inspirados en los crímenes de Ed Gein, su trama es principalmente ficticia.
Hooper produjo la película con menos de 140 000 USD y usó un elenco de actores relativamente desconocidos, tomados principalmente del centro de Texas, donde la película se filmó. El limitado presupuesto lo obligó a grabar todos los días de la semana durante muchas horas seguidas para poder terminar lo más rápido posible y reducir los costos del alquiler de la utilería. Debido al contenido violento de la película, también tuvo que esforzarse por encontrar un distribuidor, pero fue finalmente aceptado por Louis Perano, de Bryanston Distributing Company. Hooper limitó la cantidad de violencia gráfica con la esperanza de una clasificación PG, pero la Motion Picture Association of America la clasificó como R. La película enfrentó dificultades similares internacionalmente.
The Texas Chain Saw Massacre fue prohibida en varios países, incluyendo Australia y el Reino Unido, y numerosos cines dejaron de exhibir la película en respuesta a quejas por su violencia. Si bien inicialmente recibió críticas mixtas, recaudó más de 30 millones en Estados Unidos. y vendió 16,5 millones de entradas en 1974. Desde ese entonces, ha ganado la reputación de ser una de las mejores películas de horror. Se le acredita el origen de muchos elementos comunes en el género slasher, incluyendo el uso de herramientas mecánicas como armas homicidas y la caracterización del asesino como una figura grande, pesada y carente de rostro. Tuvo un remake, cinco secuelas y dos precuelas.

## Argumento

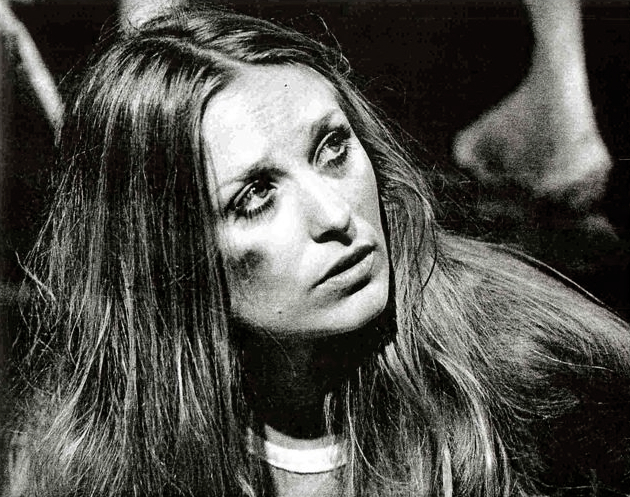
Marilyn Burns como Sally Hardesty durante el rodaje de la película.

Sally Hardesty, su hermano parapléjico Franklin, y sus amigos, Jerry, Kirk, y Pam, viajan por una carretera de Texas hacia el cementerio después de escuchar por la radio que la tumba de su abuelo había sido profanada. Después de comprobar que la tumba está intacta, se detienen en una gasolinera, pero el propietario les dice que no hay combustible, por lo que los jóvenes deciden continuar hacia la antigua casa de los Hardesty. En el camino, recogen a un autoestopista, quien les habla sobre su familia que trabaja en el antiguo matadero. Después de tomarle una foto a Franklin, éste les pide dinero, pero los jóvenes se niegan a pagar. Tras esto, el sujeto quema la foto y corta a Franklin en el brazo con una navaja. El grupo lo expulsa de la furgoneta, pero el sujeto deja una mancha de sangre en el costado del vehículo.
Al llegar a la granja de los Hardesty, los jóvenes comienzan a examinar el lugar. Mientras Kirk y Pam buscan un lugar para nadar, oyen un generador de energía en una casa cercana. Cuando Kirk entra a la casa para pedir combustible, es atacado por un hombre, Leatherface, quien golpea a Kirk con un martillo en la cabeza. Pam entra al lugar en busca de Kirk, pero Leatherface la ataca y la cuelga en un gancho de carne, y la obliga a ver cómo despedaza a Kirk. 
Sally, Franklin y Jerry comienzan a preocuparse debido a la ausencia de la pareja, por lo que Jerry acude en su búsqueda. Cuando entra a la casa, encuentra a Pam dentro de una cámara frigorífica, apenas viva, pero es asesinado por Leatherface, al golpearle en la cabeza con un martillo.
Al anochecer, Sally y Franklin deciden ir en busca del resto. Cuando van caminando en busca de los demás, son atacados por el asesino, quien ataca a Franklin con una motosierra y lo mata. Sally escapa por el bosque y llega a la gasolinera, donde pide ayuda al propietario, pero el hombre la captura, la amordaza y la lleva a la casa donde sus amigos habían muerto. Allí descubre que el dueño de la gasolinera, así como el autoestopista, son hermanos de Leatherface. La joven es atada a una silla, mientras el abuelo, quien practica el canibalismo, intenta asesinarla con un martillo, pero falla varias veces debido a su debilidad.
Mientras los miembros de la familia comienzan a discutir, Sally escapa a través de una ventana. Leatherface y el autoestopista la persiguen hasta llegar a la carretera, donde un camión atropella al autoestopista y lo mata. El conductor baja para ayudar a Sally, pero Leatherface los persigue con su motosierra. El conductor golpea a Leatherface en la cabeza con una llave, haciendo que el asesino caiga al suelo y se produzca un corte en su pierna. El conductor huye, y seguidamente aparece una camioneta, en la cual Sally se monta en la parte de atrás, el conductor arranca y huyen, mientras Leatherface agita su motosierra en el aire con furia y molestia.

## Reparto
- Marilyn Burns como Sally Hardesty
- Allen Danziger como Jerry
- Paul A. Partain como Franklin Hardesty
- William Vail como Kirk
- Teri McMinn como Pam
- Edwin Neal como Nubbins Sawyer, el autoestopista
- Jim Siedow como Drayton Sawyer
- Gunnar Hansen como Leatherface
- John Dugan como el Abuelo Sawyer

## Producción

### Desarrollo
Según Tobe Hooper, la idea de incluir una motosierra en una película de terror surgió cuando se encontraba en una tienda llena de gente, mientras pensaba en una manera de hacerse camino a través la multitud. Hooper decidió filmar la película a comienzos de los años setenta, cuando trabajaba como docente en la Universidad de Austin y como camarógrafo de documentales. Uno de los principales temas que decidió tocar en la cinta fue el aislamiento. The Texas Chain Saw Massacre está basada en los crímenes cometidos durante los años cincuenta por el asesino en serie Ed Gein en Wisconsin. Gein ha sido la inspiración para numerosas películas, como  Psicosis (1960) de Alfred Hitchcock, Three on a Meathook (1972) de William Girdler y The Silence of the Lambs (1991) de Jonathan Demme. El guion de la película fue escrito por Hooper y Kim Henkel en aproximadamente tres semanas.
Tobe Hooper y Kim Henkel crearon una corporación llamada Vortex, Inc., siendo Henkel el presidente de la misma y Hooper el vicepresidente. Le preguntaron a Bill Parsley, un amigo de Hooper, si estaba interesado en financiar la película; Parsley creó una compañía llamada MAB, Inc. e invirtió 60 000 USD en la cinta. Como resultado, MAB se hizo dueña del 50 % de la película y sus futuras ganancias. El productor Ron Bozman les anunció a algunos actores y trabajadores que recibirían solo una parte de su sueldo hasta que lograse vender la película. Vortex incluso repartió las futuras ganancias de la compañía entre quienes participaran en el proyecto; los porcentajes variaron desde un 0.25 % hasta un 6 % por cada persona. Sin embargo, debido a un malentendido entre la compañía y los empleados, estos nunca fueron informados de que Vortex solo poseía la mitad de la película, haciendo que los porcentajes asignados disminuyeran su valor estimado.

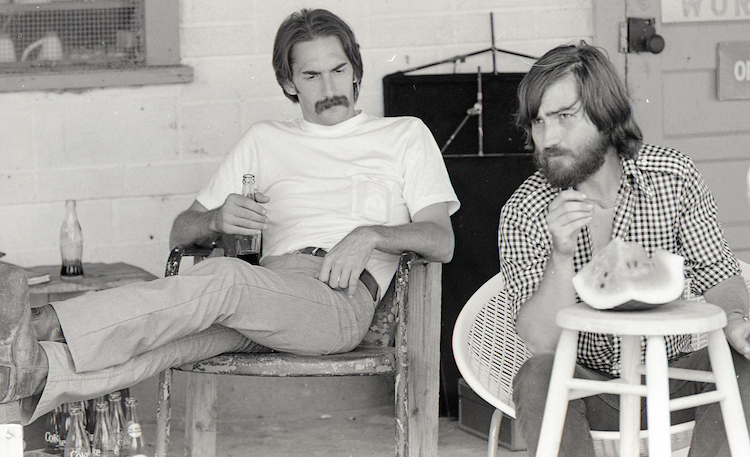
Kim Henkel y Tobe Hooper durante el rodaje de la película.

Durante el proceso de edición de la película, Henkel y Hooper excedieron el presupuesto con el que contaban. La compañía P.I.T.S. donó 23 532 USD, a cambio del 19 % de las futuras ganancias de Vortex. Esto dejó a Henkel y Hooper como dueños del 45 % de Vortex, ya que el 36 % restante correspondía a los actores y personas del equipo. Warren Skaaren se unió al proyecto como un nuevo socio de Hooper y Henkel, quedando con el 15 % de la compañía; Skaaren recibió además un sueldo de 5000 USD y el 3 % de las ganancias futuras totales. David Foster, productor de la película de terror The Thing (1982), había acordado una proyección privada de la película con ejecutivos de Bryanston Distributing Company, recibiendo a cambio el 1.5 % de las ganancias de Vortex y una suma de 500 USD.
El 28 de agosto de 1974, Louis Periano de Bryanston Distribution Company les ofreció a Bozman y Skaaren un contrato de 225 000 USD y el 35 % de las ganancias que obtuviera la película. Años después, Bozman comentó: «Hicimos un trato con el diablo, y creo que, en cierta forma, recibimos lo que merecíamos». El contrato con Bryanston fue firmado. Luego que los inversionistas recuperaran su dinero (incluyendo los intereses), que Skaaren recibiera su sueldo, y se les pagara a los abogados y contadores, solo fueron repartidos 8 100 USD entre los 20 miembros del reparto y equipo.

### Casting

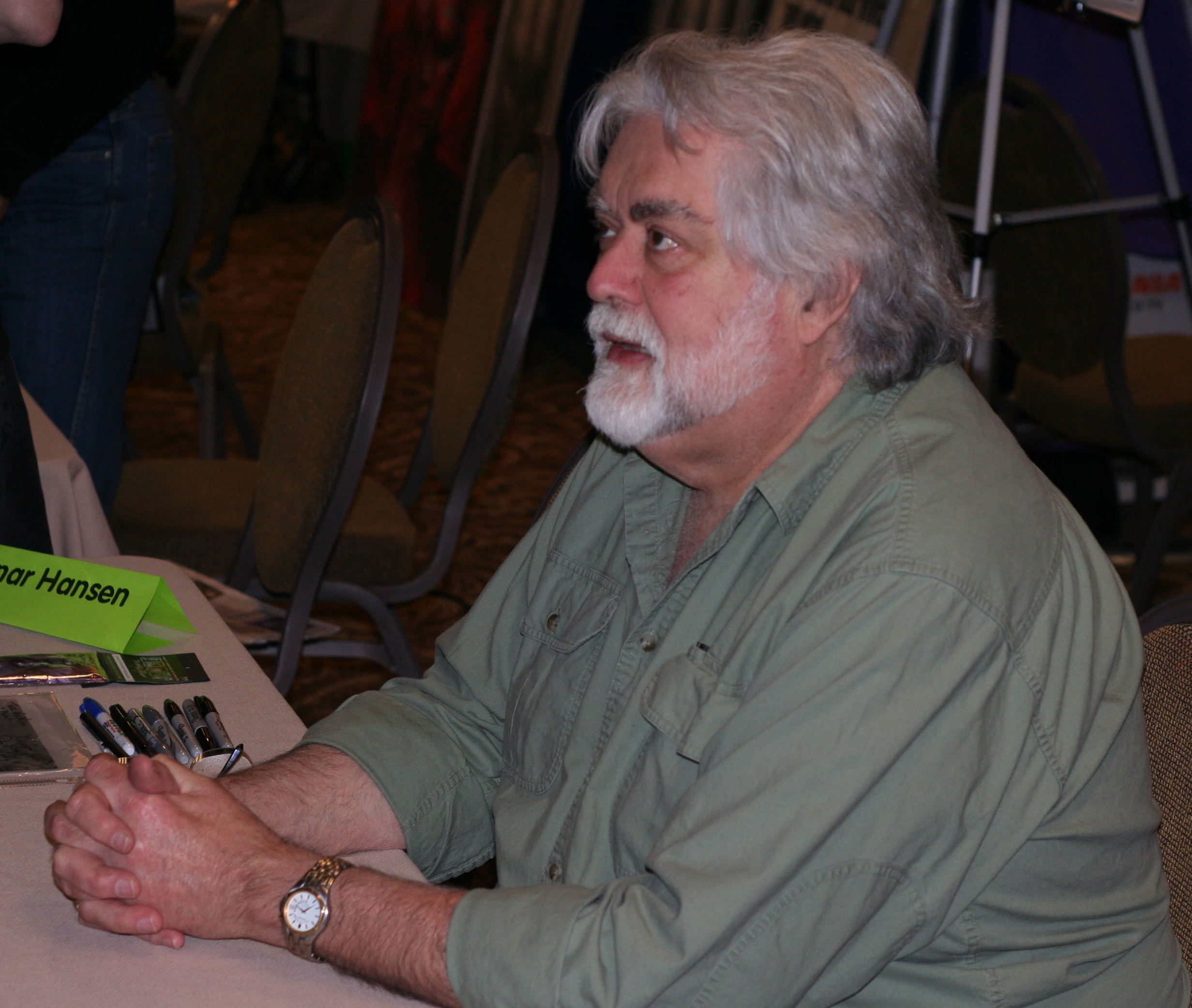
Gunnar Hansen, actor que interpretó a Leatherface.

Solo una pequeña parte de los actores contratados había trabajado con anterioridad en alguna película. El reparto consistía mayoritariamente en actores de Texas cuya única experiencia eran papeles en comerciales, televisión o teatro, mientras que el resto eran conocidos de Hooper. Su trabajo en The Texas Chain Saw Massacre permitió que varios participaran en otras producciones cinematográficas. Marilyn Burns, protagonista de la cinta, había aparecido en algunas obras de teatro, y mientras estudiaba en la Universidad de Texas en Austin, se unió a la comisión cinematográfica de esta. Teri McMinn era una estudiante y trabajaba con varias compañías de teatro, incluyendo el Dallas Theater Center. Henkel vio una fotografía de McMinn en el periódico Austin American-Statesman, y se contactó con ella para una audición.
El actor de origen islandés Gunnar Hansen fue escogido para el papel de Leatherface. Mientras pensaba en los rasgos del personaje, Hansen decidió que Leatherface tendría un retraso mental, lo cual sería la causa de su dificultad para hablar. Hansen visitó un centro de discapacitados mentales para poder estudiar sus gestos y posteriormente adaptarlos al personaje. La relación entre él y los demás actores fue distante, debido a que ellos querían estar verdaderamente asustados al momento de rodar las escenas. En una entrevista, Hansen se refirió al rodaje de la película diciendo: «Había cerca de 35 a 38 grados de temperatura mientras filmábamos en el día. No lavaron mi traje ya que temían que se estropeara, o que cambiara de color. No había dinero ni siquiera para un segundo traje. Así que tuve que usar la máscara durante 12 o 16 horas al día, siete días a la semana, durante un mes».

### Rodaje

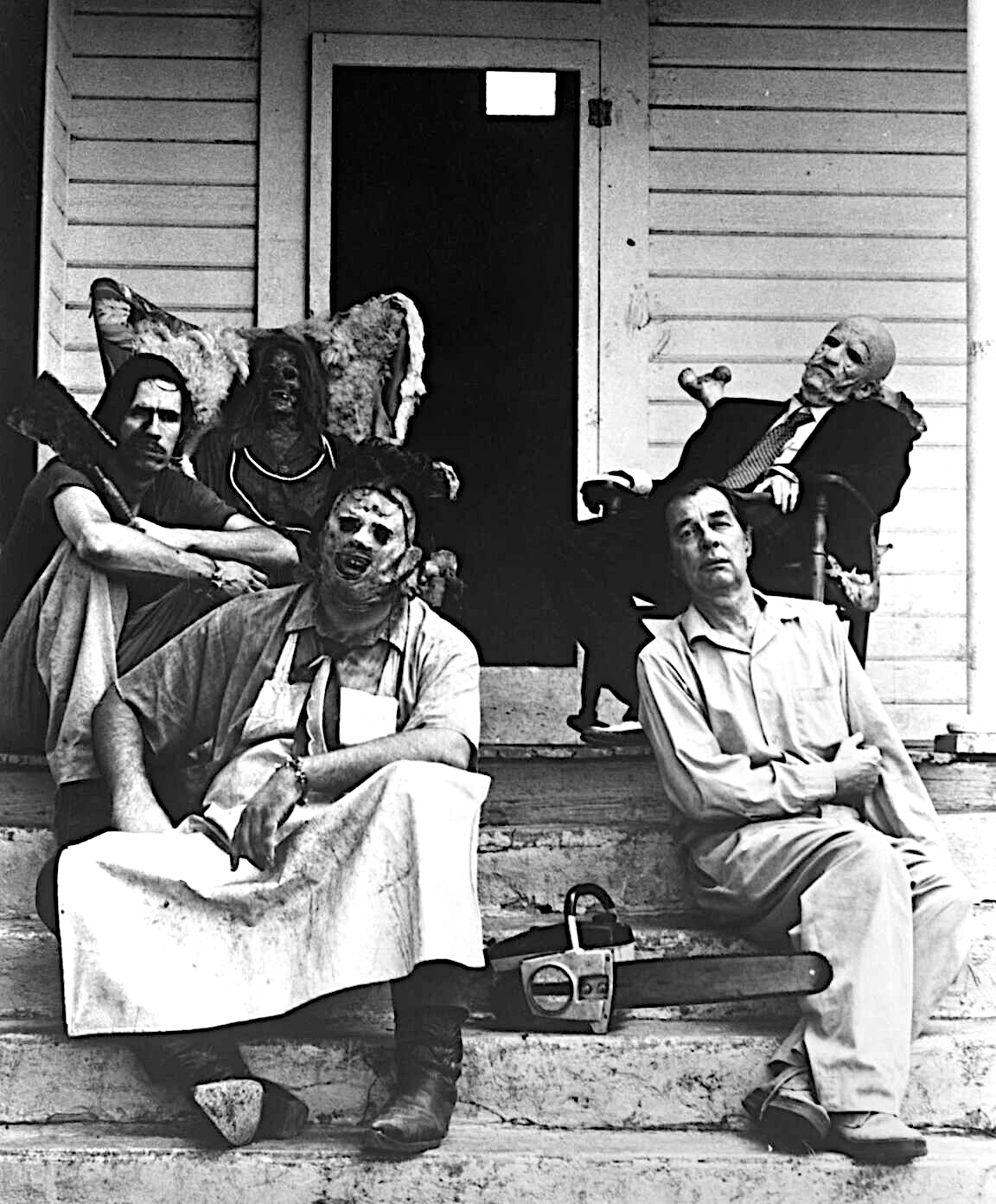
Leatherface y su familia. De izquierda a derecha: Edwin Neal, Gunnar Hansen y Jim Siedow como el autoestopista, Leatherface y el Viejo.

La película fue filmada en las ciudades de Austin, Round Rock y Bastrop, ubicadas en el estado de Texas. El rodaje tuvo una duración de cuatro semanas, entre el 15 de julio y el 14 de agosto de 1973. Tanto los actores como el equipo de filmación consideraron duras las condiciones del lugar. La temperatura durante las escenas era alta, alcanzando 36 °C el 26 de julio; la temperatura más baja registrada fue de 28,3 °C el día 31 del mismo mes. Las ventanas de la casa fueron tapadas durante el rodaje, debido a que las escenas estaban ambientadas en la noche. La cámara utilizada en la película fue una Eclair NPR de 16 mm, y la película con que las escenas fueron filmadas requería de una luz cuatro veces más potente de lo normal.
Debido a su bajo presupuesto, el equipo de rodaje debió trabajar siete días a la semana, entre 12 a 16 horas al día, lidiando además con una alta humedad. Gran parte de las escenas fueron realizadas en una granja decorada con muebles hechos de huesos de animales, los cuales fueron posteriormente cubiertos con látex para dar una apariencia de piel humana. Para completar la escena, el director de arte Robert A. Burns recorrió varios lugares en busca de huesos y animales en estado de descomposición, utilizados para cubrir el suelo de la casa. La casa de Leatherface y su familia corresponde a una granja que estaba ubicada en Quick Hill Road, cerca de la ciudad de Round Rock. En 1998 la casa fue trasladada a Kingsland y transformada en un restaurante.
Los efectos especiales de la película fueron simples y limitados debido al bajo presupuesto con que contaban. La sangre utilizada en una de las escenas fue real, en la escena donde Leatherface alimenta al abuelo. El equipo tuvo dificultades para que la sangre falsa saliera del cuchillo de utilería, por lo que cortaron el dedo de Burns con una navaja. La escena donde Leatherface ataca a Kirk con la motosierra tuvo algunas dificultades durante su rodaje; Hansen le advirtió al actor William Vail que se mantuviera quieto, ya que tenía algunos problemas para manejar el arma con precisión. Al momento de filmar la escena, la motosierra pasó a escasos centímetros de la cara de Vail. Además, en la escena donde el abuelo intenta golpear con un mazo a Sally y soltarlo en varias ocasiones, éste casi cae justo en la cabeza de la actriz.

## Distribución

### Estreno
Tras finalizar la posproducción, el equipo dudó que alguna compañía aceptara distribuir la película, debido principalmente a la presencia de violencia gráfica en sus escenas; finalmente, el 28 de agosto de 1974, Bryanston Distributing Company realizó un contrato para distribuirla. Aunque el título original de la película era Leatherface, Warren Skaaren sugirió que fuese cambiado a The Texas Chain Saw Massacre; la cinta fue estrenada el 1 de octubre de 1974 en Austin (Texas), un año después de haber sido filmada. La película fue mostrada en Estados Unidos como parte de la matiné del sábado, atrayendo a una audiencia conformada mayoritariamente por adolescentes. El número de espectadores aumentó cuando se anunció que la película estaba basada en hechos reales, esto como una estrategia de mercadotecnia. En España la cinta fue conocida bajo el título La matanza de Texas, mientras que en los países de Hispanoamérica como La masacre de Texas. En algunos países, como Argentina y Chile, fue además conocida bajo el título El loco de la motosierra cuando fue estrenada en video.
Aunque el director Tobe Hooper esperaba que la versión sin cortes de la película recibiera una clasificación PG (se sugiere la compañía de un adulto) por parte de la MPAA, la asociación la clasificó como R (todos los menores de 17 años deben ir acompañados de un adulto). La película fue además prohibida o retrasada en varios países, y, en algunos donde era estrenada, sufrió diversos cortes. The Texas Chain Saw Massacre fue prohibida en el Reino Unido, debido principalmente a las gestiones del secretario del BBFC, James Ferman; a pesar de esto, la película fue posteriormente estrenada en algunas ciudades con una clasificación para mayores de 18 años por el BBFC. En 1977 se intentaron cortar algunas escenas para que la película fuese estrenada en un mayor número de cines, pero sin éxito.
Cuando el Consejo de Censura de Australia vio por primera vez The Texas Chain Saw Massacre en junio de 1975, se rehusó a estrenar los 83 minutos de duración de la película. La compañía distribuidora apeló a la Junta Examinadora, la cual mantuvo la decisión en agosto del mismo año. La compañía preparó una versión de 77 minutos de duración, pero fue nuevamente rechazada en 1976. La película fue presentada por el Greater Union Organisation (GUO) cinco años después, pero la prohibición continuó; la razón entregada por el organismo fue la presencia de una gran cantidad de violencia en la misma. Finalmente, en enero de 1984, fue aceptada una versión de 83 minutos, la cual fue clasificada para mayores de 18 años.

### Versiones
Desde su estreno, The Texas Chain Saw Massacre ha sido lanzada en formato VHS, laserdisc, CED, DVD, UMD y Blu-Ray. Primero fueron lanzadas las versiones en videocinta y CED durante los años ochenta por Wizard Video y Vestron Video. En 1984, la película fue nuevamente prohibida en el Reino Unido, debido principalmente al pánico moral que rodeaba a este tipo de cintas. Tras el retiro de James Ferman en 1999, el BBFC aceptó la distribución de The Texas Chain Saw Massacre en cines y video, casi 25 años después de su estreno original en el resto del mundo. La versión en DVD de la película fue lanzada en octubre de 1998 en Estados Unidos, y, debido a una controversia, en mayo de 2000 en el Reino Unido. Años después, fue lanzado un DVD de dos discos en la región 1, titulado The Texas Chainsaw Massacre: Ultimate Edition, el cual incluía entrevistas, mejoras en el sonido e imagen, y otros elementos como escenas eliminadas. Dark Sky Films lanzó una nueva versión en septiembre de 2008, esta vez en Blu-ray. El 3 de noviembre de 2008 fue lanzado un DVD de tres discos para la región 2, el cual fue titulado The Texas Chain Saw Massacre: Seriously Ultimate Edition.

## Recepción
The Texas Chain Saw Massacre recaudó más de 30 millones USD, convirtiéndose en una de las películas independientes más exitosas. El logro fue superado años después por la película Halloween (1978) de John Carpenter, la cual recaudó 47 millones USD tras su estreno. La película obtuvo el premio de la crítica en el Avoriaz Fantastic Film Festival en 1976. La respuesta por parte de la crítica cinematográfica fue mayoritariamente positiva, la revista TV Guide se refirió a ella como «una película de terror inteligente, absorbente y sumamente perturbadora, que prácticamente no necesita de la sangre para representar la violencia». La revista Empire la definió como «la película de terror más horripilante jamás filmada». Dave Kehr del periódico Chicago Reader escribió, «las imágenes impactan más por su intensidad que por su arte, pero Hooper tiene talento». Christopher Null del sitio web Filmcritic.com agregó, «dentro de nuestro subconsciente colectivo, Leatherface y su motosierra se han vuelto tan icónicos como Freddy y sus cuchillas o Jason y su máscara de hockey».
Otros, en cambio, criticaron la violencia de la película y sus efectos especiales. Roger Ebert del periódico Chicago Sun-Times escribió, «The Texas Chainsaw Massacre es tan violenta y horripilante como su título promete... no tiene un propósito aparente, a menos que generar repugnancia y susto lo sea... sin embargo, está bien hecha, bien actuada y es muy eficaz». El crítico Steve Crum describió a la cinta como «una basura que establece nuevos niveles de brutalidad». Por su parte, el escritor Stephen Koch, en un artículo de 1976, se refirió a The Texas Chain Saw Massacre como una «implacable violencia sádica, tan extrema y espantosa como una completa falta de imaginación puede llegar a generar».
Con el pasar de los años, los comentarios hacia The Texas Chain Saw Massacre mejoraron. En el sitio web Rotten Tomatoes posee un 90 % de comentarios «frescos», basado en un total de cuarenta críticas; mientras que en Metacritic presenta un puntaje de 75/100. Mike Emery del periódico Austin Chronicle sostuvo que la película era «horripilante, pero fascinante a la vez ... la peor parte de esta visión es que a pesar de sus aspectos sensacionalistas, no está muy alejada de lo que pudo ser la realidad». El crítico de cine Rex Reed se refirió a ella como una de las películas más terroríficas que ha visto, mientras que el escritor Stephen King destacó su «mérito social redentor». La revista Variety agregó: «A pesar de la gran cantidad de gore en The Texas Chain Saw Massacre, la película de Tobe Hooper está bien hecha para una cinta de su tipo».

### Legado
The Texas Chain Saw Massacre ha sido considerada como una de las mejores películas de terror de la historia, teniendo una importante influencia dentro del género. La escritora Isabel Cristina Pinedo sostuvo: «El género de terror debe mantener el terror y la comedia en tensión si no quiere pisar la delgada línea que lo separa del terrorismo y la parodia... este delicado balance es alcanzado en The Texas Chainsaw Massacre donde el cadáver putrefacto del abuelo no sólo logra efectos terroríficos y graciosos, sino que utiliza uno para exacerbar al otro». Scott Von Doviak de Hick Flicks se refirió a ella como «una de las pocas películas de terror que utilizan de manera efectiva la luz del día, desde la horripilante secuencia inicial que muestra un cuerpo putrefacto sobre la lápida de un cementerio». En el libro Horror Films, uno de los críticos sostuvo que era «el thriller gore más efectivo de todos, y, desde un punto de vista más amplio, está entre las películas de terror más eficaces que jamás se hayan hecho [...] la fuerza motriz de The Texas Chainsaw Massacre es más horrible que la sexualidad aberrante: la demencia total».

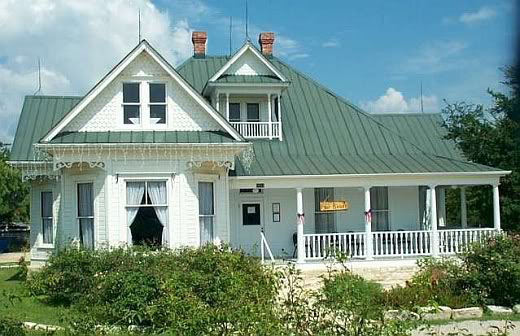
La casa de Leatherface y su familia corresponde a una granja ubicada cerca de Round Rock (Texas), la cual fue trasladada a Kingsland en 1998 y transformada en un restaurante.

El director Ridley Scott se refirió a ella como una fuente de inspiración para su película Alien, el octavo pasajero (1979). Por su parte, el cantante y director de cine Rob Zombie declaró que The Texas Chain Saw Massacre ha sido una influencia para su trabajo, especialmente para su película House of 1000 Corpses (2003). Ben Cobb, crítico de cine de la cadena de televisión Channel 4 la llamó «un triunfo de estilo y atmósfera, The Texas Chain Saw Massacre es sin duda una de las películas de terror más influyentes de todos los tiempos». El Museo de Arte Moderno de Nueva York agregó una copia de la película a su colección permanente. La revista Entertainment Weekly la ubicó en el puesto número 6 de las mejores películas de culto, y la incluyó entre las veinte películas más terroríficas de todos los tiempos. En 2005, Total Film realizó una encuesta que ubicó a The Texas Chain Saw Massacre como la mejor película de terror, superando a cintas como Halloween de John Carpenter y El exorcista (1973) de William Friedkin. Dos años después, la revista Time la incluyó dentro de las veinticinco mejores películas de terror de la historia. La revista Empire llevó a cabo una encuesta entre lectores y críticos de cine para seleccionar a las quinientas mejores películas de todos los tiempos, y The Texas Chain Saw Massacre fue ubicada en el puesto 199.
En mayo de 2014, una versión restaurada de la película fue exhibida en la «quincena de realizadores» del Festival de Cannes, para conmemorar sus cuarenta años. La cinta fue presentada por el director danés Nicolas Winding Refn.
El grupo de punk rock Ramones menciona a la película en su canción «Chainsaw», la cual salió en su primer álbum. En España, las canciones de los grupos Parálisis Permanente («Un día en Texas»), Airbag («Familia de subnormales todos locos») y Siniestro Total («La matanza de taxis» o «La sierra es la familia») reflejan la influencia de la cinta en sus letras.

## Temas y análisis

### Vegetarianismo
The Texas Chain Saw Massacre ha sido descrita como la película definitiva en favor del vegetarianismo, por su profundo abordaje de los derechos animales. De esto se percata el crítico cinematográfico Rob Aeger, que describe la ironía de masacrar humanos para comerlos, poniéndolos en la misma posición que los animales de granja. El director de la película, Tobe Hooper, entendía que el corazón de esta era la carne, la cadena alimenticia y la matanza de seres sintientes. Incluso se volvió vegetariano durante su grabación. El escritor y director Guillermo del Toro también se volvió vegetariano después de verla.

### Capitalismo
Robin Wood observa que Leatherface y su familia son víctimas del capitalismo industrial. Sus trabajos en el matadero se habían vuelto obsoletos por los avances tecnológicos. Para este, la película trae a la luz un espíritu de negatividad que parece subyacer no muy por debajo de la conciencia colectiva moderna. Naomi Merritt también explora la idea del «capitalismo canibalista», y comenta que los valores de la familia Sawyer reflejan y se corresponden con las instituciones estadounidenses establecidas e interdependientes, y que lo único que realmente se ve pervertido y transgredido es la ejecución de estas unidades sociales.

## Adaptaciones
Meses después del lanzamiento de la versión en VHS de The Texas Chain Saw Massacre, Wizard Video creó un videojuego basado en la película para la consola Atari 2600. En el juego, el jugador asume el rol del villano principal, Leatherface, y su objetivo es asesinar a unos intrusos mientras evita obstáculos como cercos y cráneos. Debido a que fue uno de los primeros videojuegos basados en una película de terror, The Texas Chainsaw Massacre causó controversia por su naturaleza violenta, y algunos distribuidores se rehusaron a venderlo.
En 1991, Northstar Comics creó varias historietas basadas en la franquicia The Texas Chain Saw Massacre, las cuales fueron tituladas Leatherface. La franquicia fue posteriormente adoptada por Avatar Press, editorial que publicó la primera de una serie de historietas en 2005. En 2006, Avatar Press perdió la licencia y el estudio Wildstorm -subdivisión de DC Comics- se encargó de publicar nuevos números. Estas series presentaban personajes nuevos, siendo Leatherface uno de los pocos que aparecía en la película; solo Leatherface, publicada en 1991, estuvo basada en una de las cintas, Texas Chainsaw Massacre III. El primer número vendió cerca de 30 000 copias.

## Otras películas
The Texas Chain Saw Massacre tuvo cinco secuelas y un remake —titulado The Texas Chainsaw Massacre y producida por Michael Bay— estrenado en 2003. La película original fue sucedida por The Texas Chainsaw Massacre 2 (1986), también dirigida por Tobe Hooper. La segunda parte fue más violenta y gráfica que la original, debido a esto fue prohibida en Australia durante 20 años, periodo que finalizó con el lanzamiento del DVD en octubre de 2006. La secuela no fue bien recibida por los críticos, quienes sintieron que se alejaba del espíritu de la anterior. Gunnar Hansen fue contactado por Hooper para interpretar nuevamente a Leatherface, pero el actor rechazó el papel.
La siguiente película de la saga fue Leatherface: Texas Chainsaw Massacre III (1990), que contó con un presupuesto de 2 millones USD. Hooper no la dirigió ya que estaba ocupado en otro proyecto cinematográfico, Spontaneous Comustion; su lugar fue ocupado por Jeff Burr. La película tampoco fue bien recibida. Chris Parcellin de la revista Film Threat escribió: «Es sólo otra película slasher con nada más que la conexión con Leatherface como para recomendarla a los fans con criterio». Una cuarta película, protagonizada por Renée Zellweger y Matthew McConaughey, fue estrenada en 1994 bajo el título The Texas Chainsaw Massacre: The Next Generation. La película buscaba ser una remake de la original, pero cambió algunas cosas de la primera cinta. Fue la película que recibió la peor respuesta por parte de la crítica en toda la saga.
En 2003 se estrenó un remake de la película original, titulado The Texas Chainsaw Massacre y dirigido por Marcus Nispel. La película fue protagonizada por Jessica Biel, Eric Balfour, Andrew Bryniarski y R. Lee Ermey. Aunque fue mejor evaluada por la crítica que las secuelas, la cinta no superó a la original. Tres años más tarde se estrenó una precuela del remake, titulada The Texas Chainsaw Massacre: The Beginning, dirigida por Jonathan Liebesman.
El 4 de enero de 2013 se estrenó Texas Chainsaw 3D, una secuela de la versión original de 1974 que fue dirigida por John Luessenhop. Le siguió Leatherface en 2017, una precuela de la cinta original de 1974, siendo la octava película de la saga. En febrero de 2022, Netflix estrenó Texas Chainsaw Massacre, otra secuela directa de la cinta original, dirigida por David Blue García y escrita por Chris Thomas Devlin.